# Manuel Jiménez (Bogenschütze)
Manuel Francisco Jiménez Taravilla (* 2. Februar 1940 in Manzanares, Ciudad Real; † 27. September 2017 in Jerez de la Frontera) war ein spanischer Bogenschütze.

## Leben
Jiménez nahm an den Olympischen Spielen 1988 in Seoul als ältester Athlet der spanischen Mannschaft teil. Er belegte im Einzelwettbewerb den 50. Platz. Mit der Mannschaft wurde er 17. und verpasste so die Qualifikation zur K.-o.-Runde.
Er lebte als Künstler in Manzaranes.